# Stadsodling

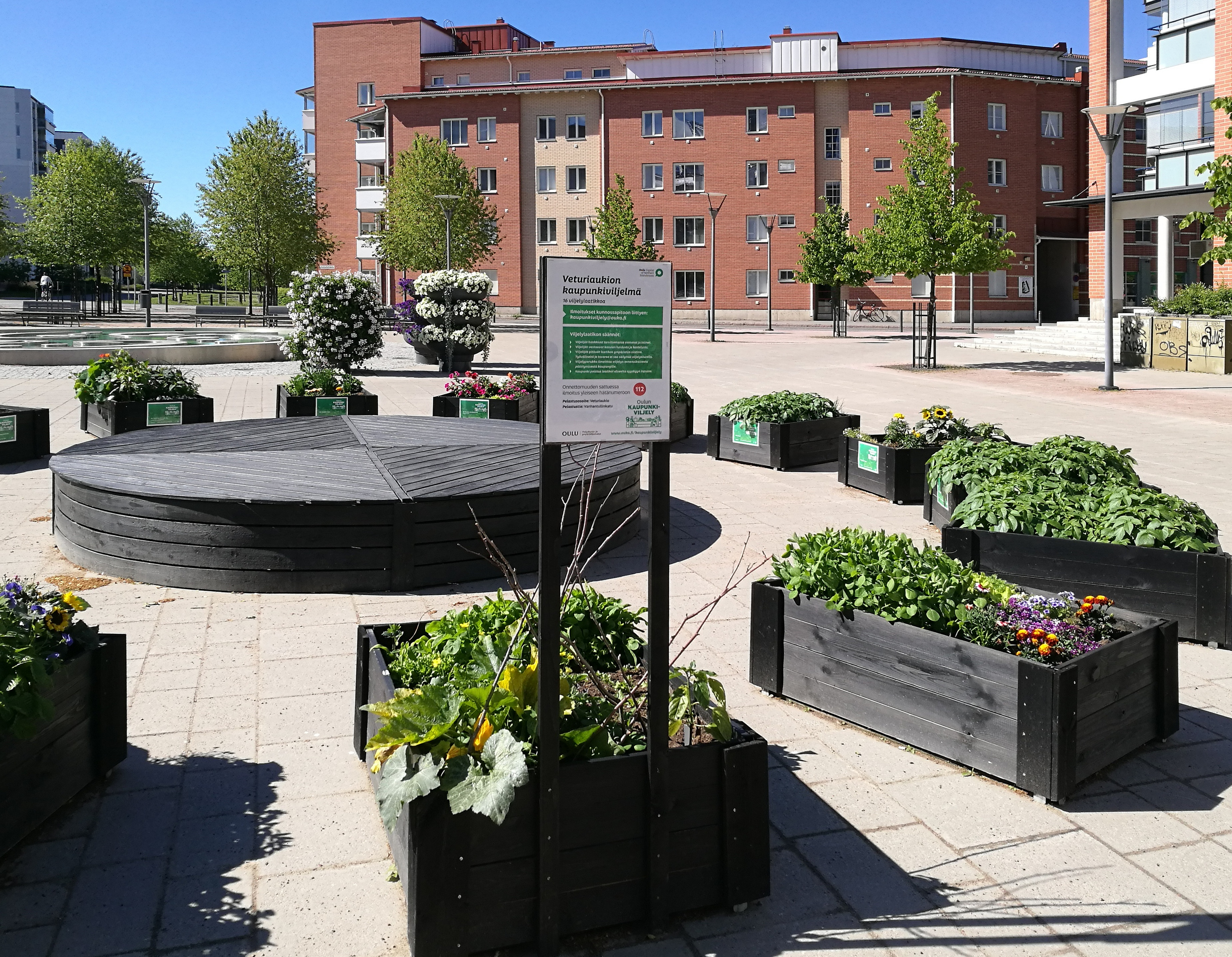
Odlingslotter i Uleåborg.

Stadsodling (även stadsnära odling eller urban odling) syftar på odling som äger rum i stadsområden. Historiskt har stadsodling haft en central betydelse för att bidra till matproduktion. I dag är det viktigaste skälet ofta att närodla grönsaker och kryddor. Villaträdgård, koloniträdgård, odlingslotter, balkongodling, takodling och inomhusodling är olika former av stadsodling.
Ibland hyr odlarna en plats från kommunen, en förening eller motsvarande. Stadsodling är också möjligt inomhus. Då talar man oftast om jordbruk i kontrollerad inomhusmiljö (engelska Controlled Environment Agriculture).
Ett syfte med stadsodling är att göra matproduktionen miljövänligare. Speciellt i inomhusmiljön är det möjligt att återanvända odlingsvatten eller vattnet från en annan form av industri..

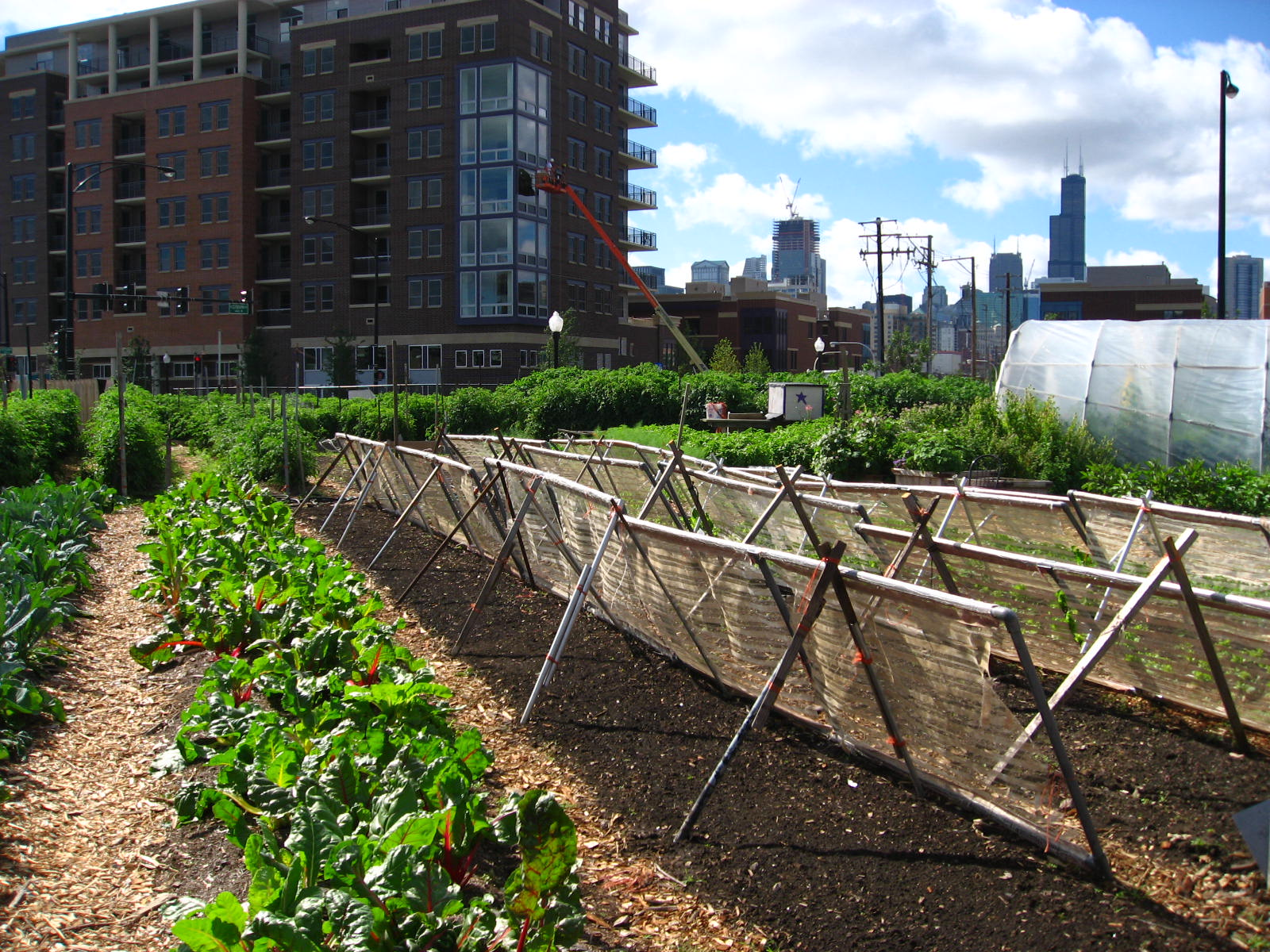
Stadsodling på ett tak i Chicago.